# Altonaer Mühlbach
Der Altonaer Mühlbach (auch Altonaer Mühlenbach, 1584 Penningsbäke) ist ein Fließgewässer in der Gemeinde Dötlingen im Landkreis Oldenburg in Niedersachsen.
Der etwa 11 km lange Bach hat seine Quelle nordöstlich von Brettorf bei Uhlhorn. Er fließt in südlicher Richtung an Hockensberg vorbei und dann durch Altona, unterquert die A 1 und die L 872 und fließt dann westlich unmittelbar am Gut Altona vorbei. Kurz darauf unterquert der Bach die Bahnstrecke Delmenhorst–Hesepe, fließt ein kurzes Stück in südwestlicher Richtung entlang der B 213 und mündet schließlich am nördlichen Stadtrand von Wildeshausen rechtsseitig in die Hunte.
Die Wassermühle Altona, 1584 als Penning Mule bezeichnet, wurde um 1562 von Anton I. erbaut. Das jetzige Aussehen verdankt sie einer Grunderneuerung im Jahre 1894. Sie war noch bis 1960 in Betrieb.

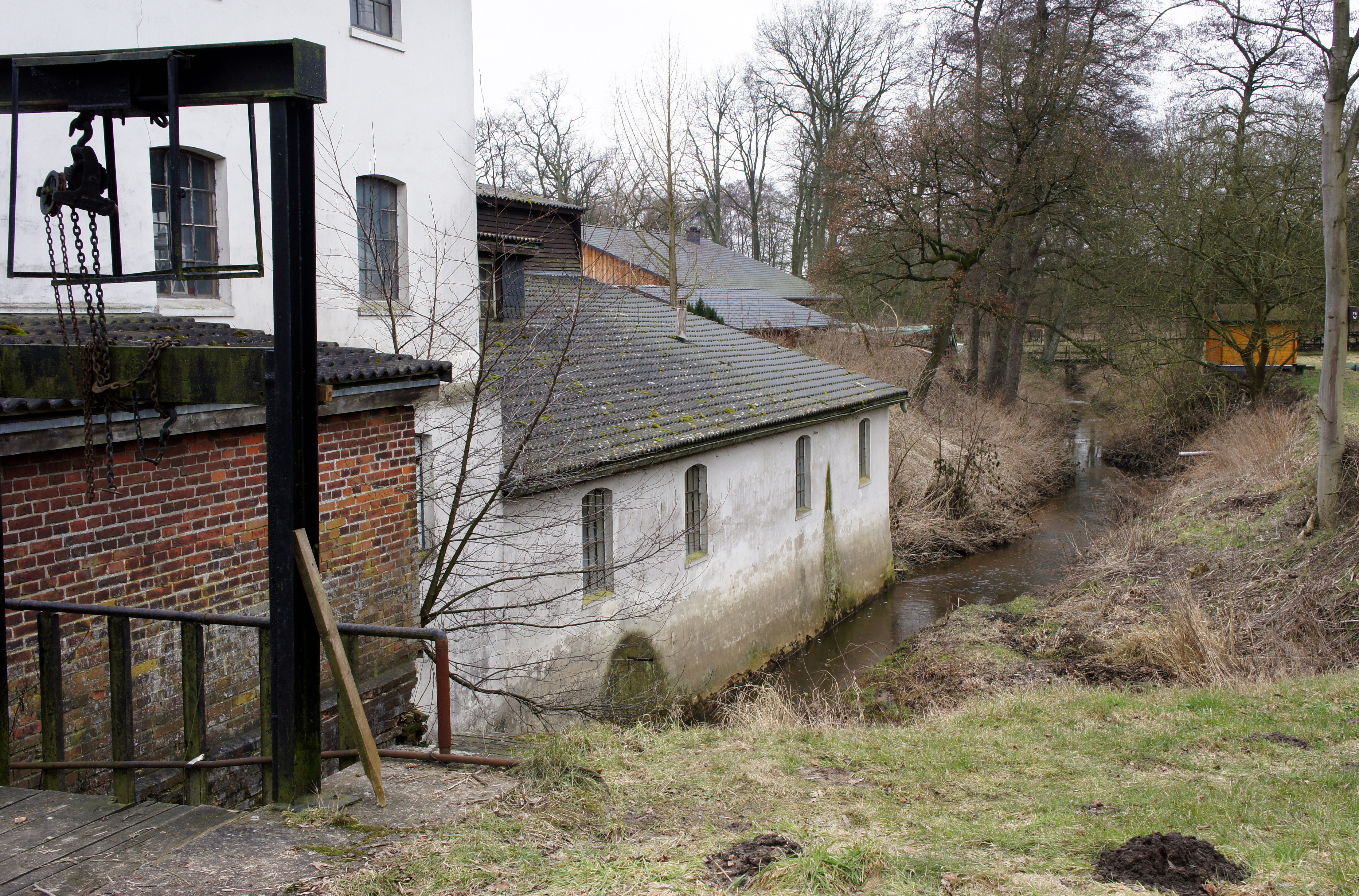
Die Altonaer Wassermühle (2013)